# Lac Souterrain de Saint-Léonard
Der Lac Souterrain de Saint-Léonard (deutsch: unterirdischer See von Saint-Léonard) ist mit 6'000 m² Seefläche der grösste bekannte natürliche unterirdische See Europas. Der Eingang zur Höhle liegt am Fusse von Weinbergen in der Gemeinde Saint-Léonard, zwischen Sitten und Siders im Kanton Wallis, in der Schweiz. Die Höhle wird durchschnittlich von 100'000 Besuchern pro Jahr besucht.
Mit einer Fläche von 6'200 m² ist die in Längs- und Querstollen zergliederte Seegrotte im niederösterreichischen Hinterbrühl geringfügig grösser. Diese entstand jedoch durch einen plötzlichen Wassereinbruch im Zuge einer Sprengung für den Untertage-Abbau von Gips, ist also künstlich entstanden. Überdies wird dort durch laufendes Abpumpen der Wasserspiegel abgesenkt.

## Geschichte

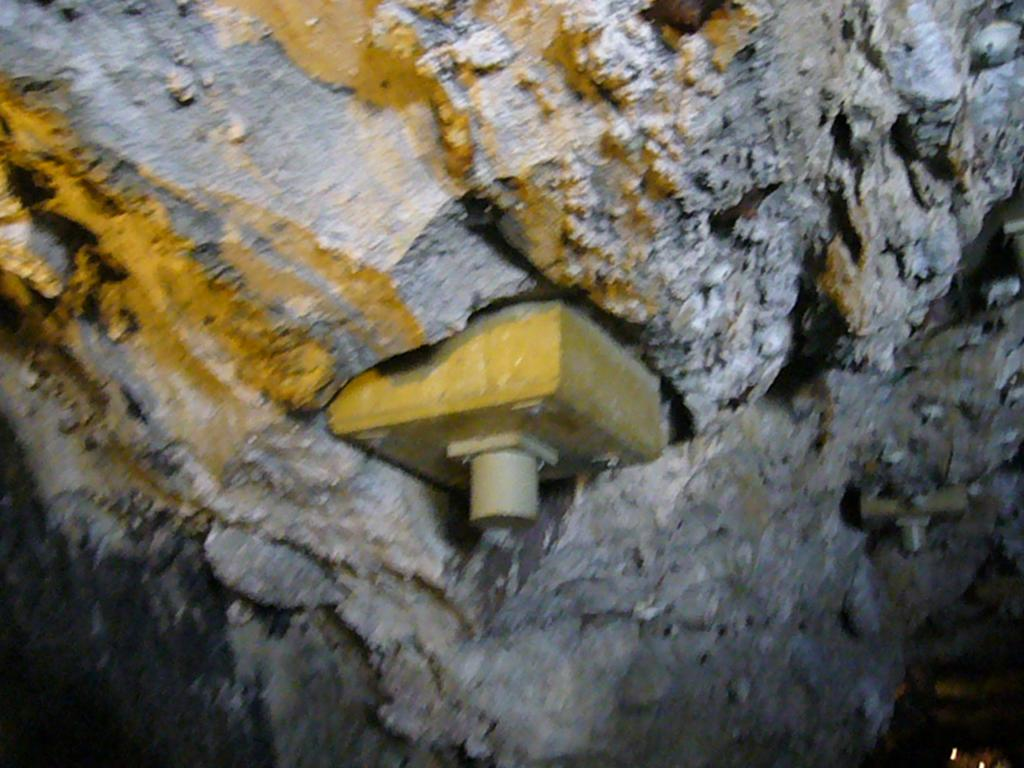
Verschraubung eines Felsankers

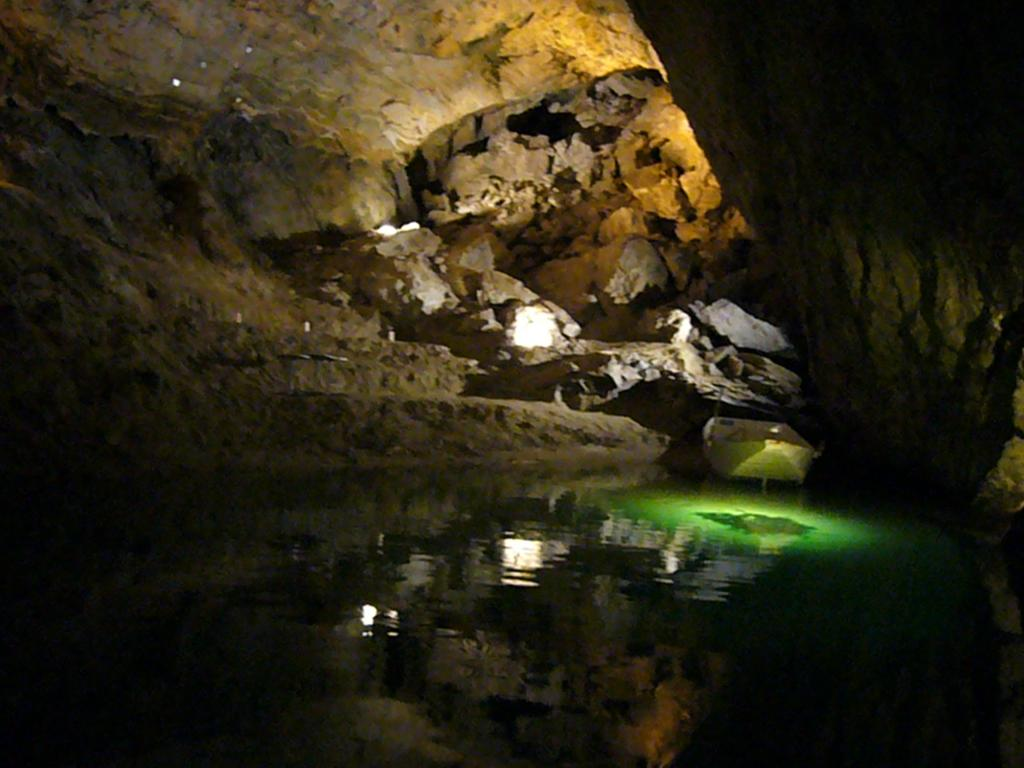
Das Ende des Sees

Die Grotte war den Einwohnern von Saint-Léonard schon seit langer Zeit bekannt. Erstmals wurde die Höhle 1943 durch den Schweizer Höhlenforscher Jean-Jacques Pittard, welcher von Jacques Della Santa begleitet wurde, erforscht.
Bei der Entdeckung der Höhle lag der Wasserspiegel um einige Meter höher als heute und reichte bis fast an die Decke. Am 25. Januar 1946 ereignete sich um Sierre ein Erdbeben mit der Stärke von 5,5 bis 6 auf der Richterskala. Das Erdbeben veränderte die hydrologischen Verhältnisse der Höhle und deren Umgebung, was zum Absinken des Seespiegels führte.
Bereits 1949 wurde die Höhle durch zwei Einheimische für Besucher zugänglich gemacht. Seitdem werden Bootsfahrten auf dem See angeboten.
Im Winter des Jahres 2000 löste sich von der Decke ein zwei Tonnen schwerer Felsblock, die Höhle wurde daraufhin durch die Behörden geschlossen. In aufwendigen Sanierungsarbeiten für über 2,5 Millionen Schweizer Franken wurde die Höhlendecke durch das Einbringen von mehreren tausend grossen und kleinen Gebirgsankern gesichert. 2003 konnte die Höhle für die Besucher wieder geöffnet werden.

## Aufbau der Höhle
Die Länge des Sees beträgt 300 m und die Breite beträgt 20 m. An der breitesten Stelle ist der See 29 m breit. Er bedeckt eine Fläche von 6'000 m². Die Wassertemperatur beträgt konstant 11 Grad. Am Ende der schiffbaren Höhle ist der Weiterweg durch herabgestürzte Felsblöcke grösstenteils versperrt. Dahinter befinden sich weitere kleine Säle, welche alle über dem Wasserspiegel im trockenen Fels liegen. Diese 1956 entdeckten Höhlen sind für die Besucher nicht zugänglich.
Das Gestein der Höhle besteht aus Gips, Schiefer und Marmor. Die Höhle verdankt ihr Entstehen der durch das eindringende Wasser bedingten Auflösung der Gipsmassen. Der Rückstand des Auflösungsprozesses besteht aus eisenhaltigem Lehm, welcher den Seegrund abdichtet.

## Tierfunde
Fledermäuse sind die einzigen grösseren Tiere, die in der Höhle natürlich vorkommen. Nur Forellen, welche durch die Betreiber der Schifffahrt angesiedelt wurden und regelmässig gefüttert werden, leben im See.